# 아메리카비버
아메리카비버(영어: North American beaver, American beaver 또는 Canadian beaver, Castor canadensis)는 캐나다와 미국에 서식하는 반수생 설치류이다. 멕시코 북부에 분포하기도 하며, 북아메리카비버 또는 캐나다비버라고도 불리기도 한다. 강에 나무조각을 모아 쌓아 댐을 만드는 것이 잘 알려져 있으며, 이는 연어의 번식에 도움을 주는 등 자생지의 생태계에 중요한 역할을 한다. 하지만 아르헨티나 남부에 도입된 개체는 외래종으로 생태계를 교란할 뿐만 아니라 빠른 속도로 번식해 유해조수로 여겨지고 있다. 캐나다를 상징하는 동물로 화폐나 캐나다 태평양철도 같은 여러 회사의 마스코트로 쓰인다. 천적은 퓨마, 캐나다스라소니, 코요테, 늑대, 곰, 울버린, 미시시피악어 다.

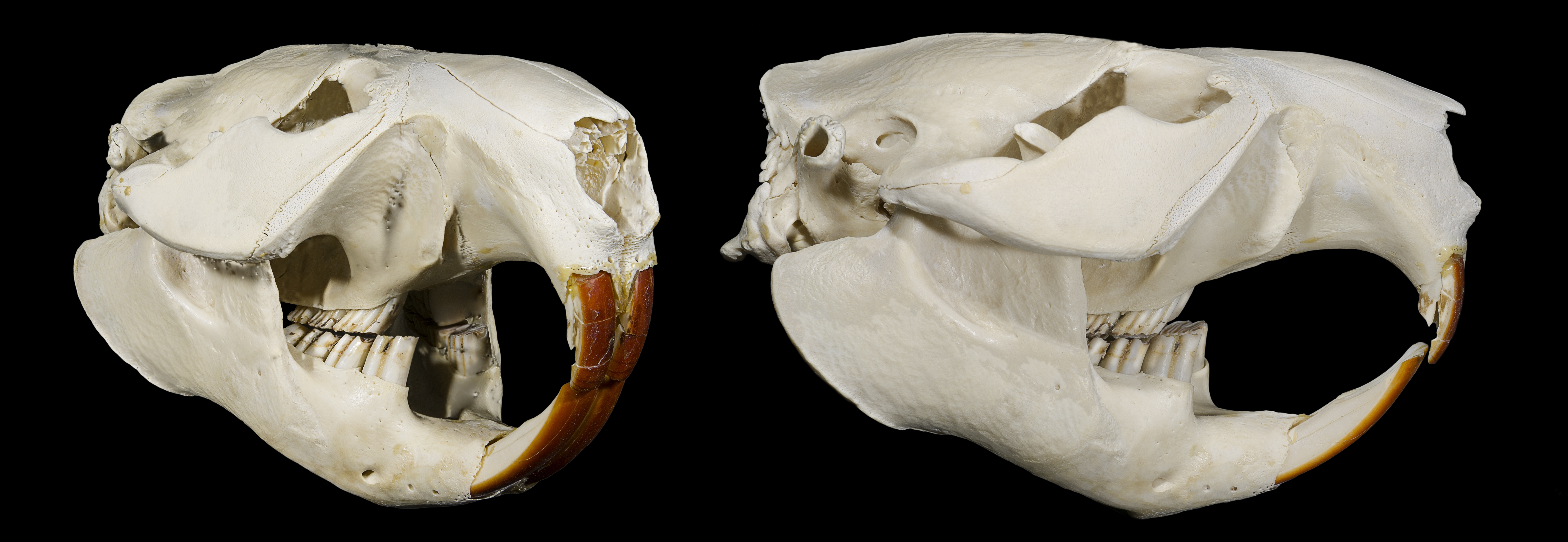
두개골